# Guaminí (Buenos Aires)
Guaminí is een plaats in het Argentijnse bestuurlijke gebied Guaminí in de provincie Buenos Aires. De plaats telt 2.704 inwoners.

## Galerij

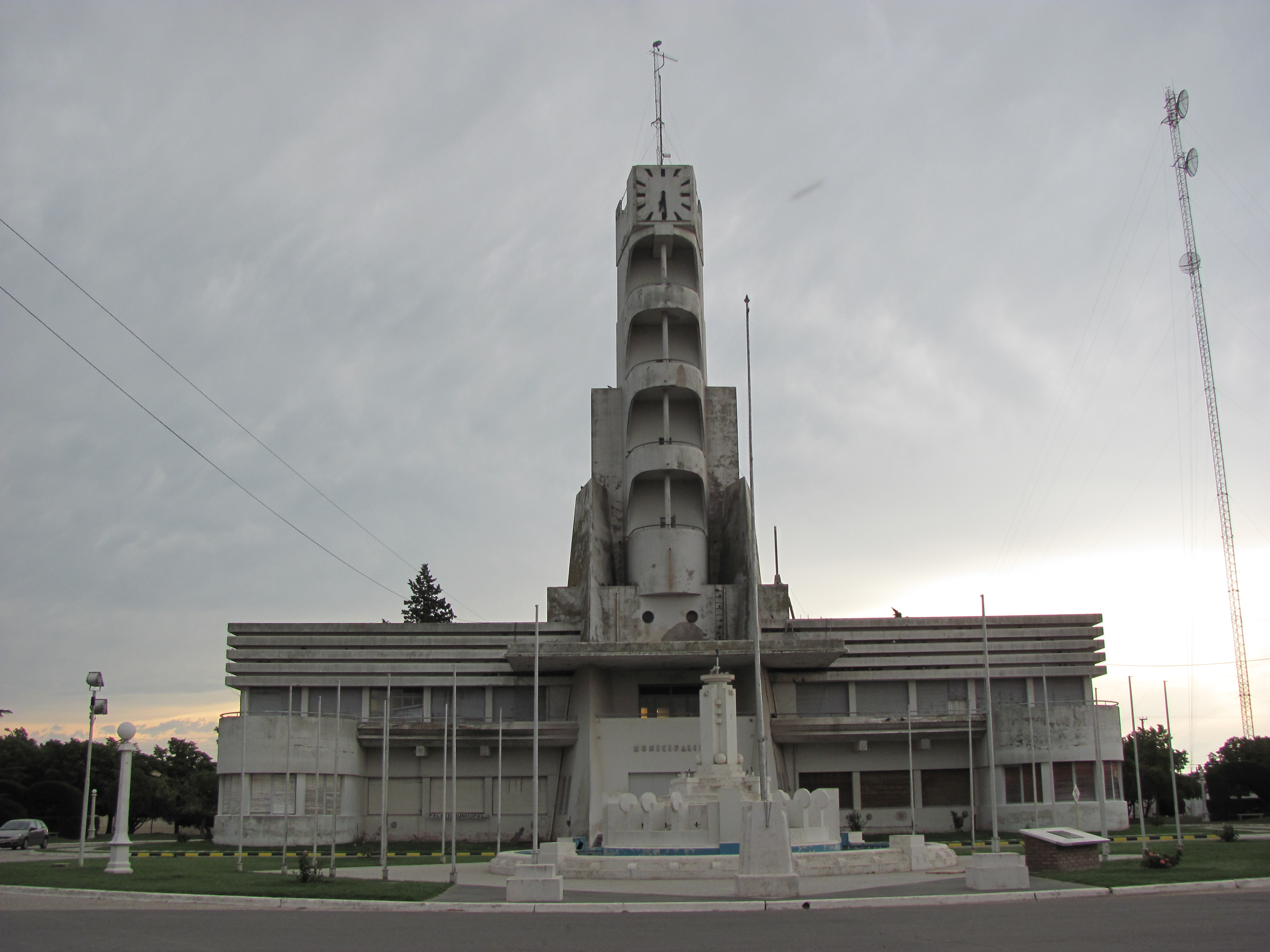
Gemeentehuis van Guaminí
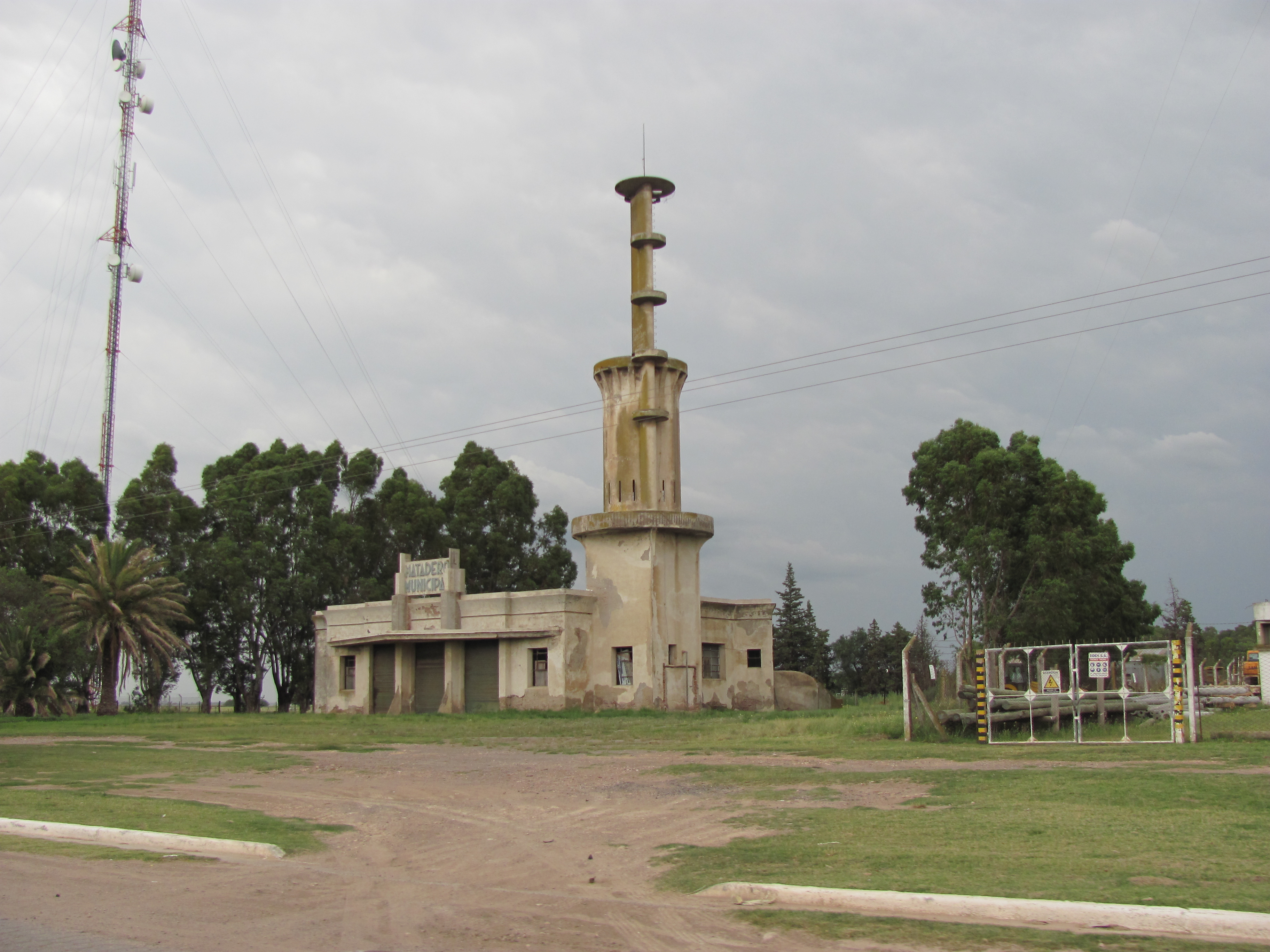
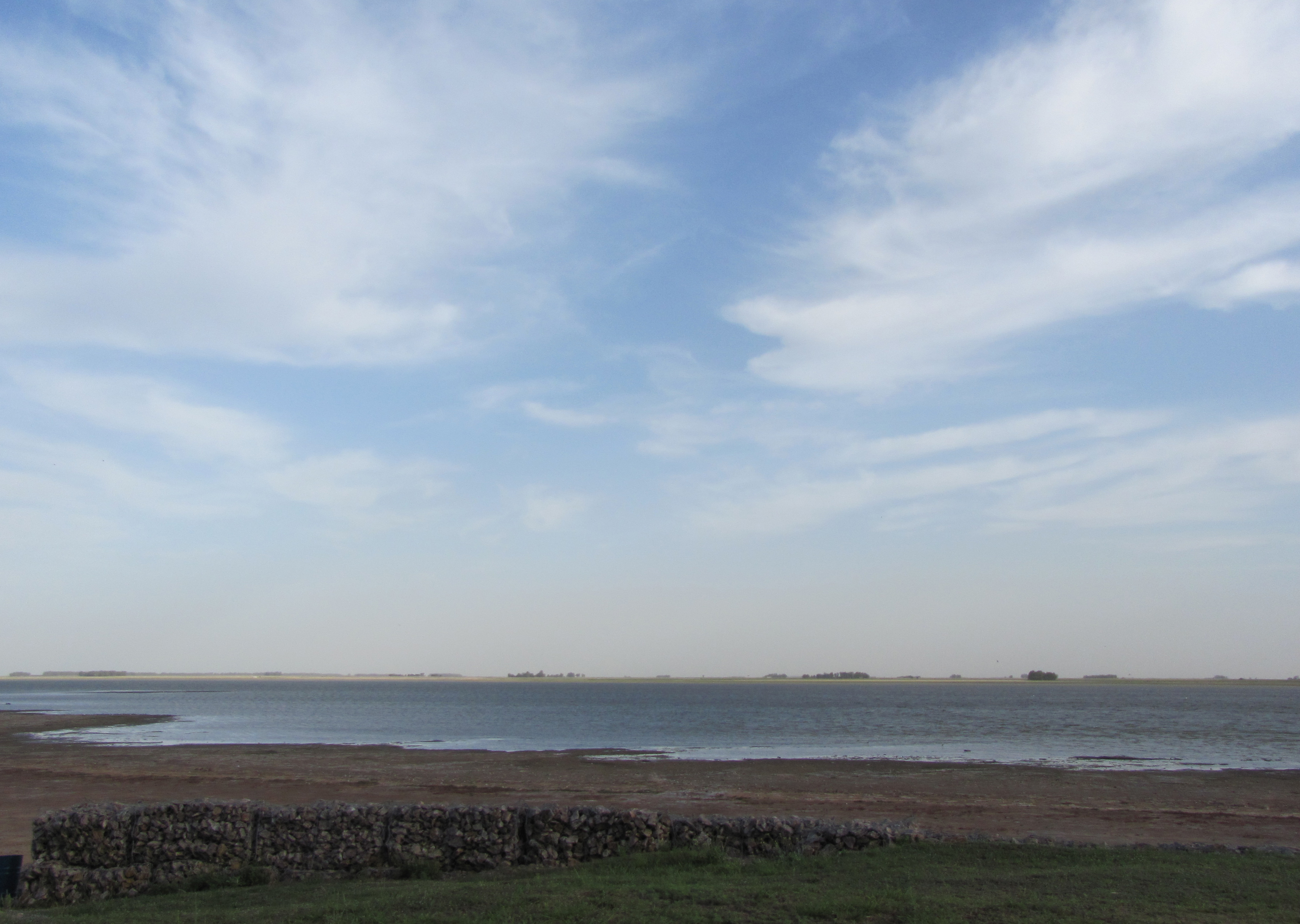